# Internazionali d'Italia 1934 - Singolare femminile
Il singolare femminile del torneo di tennis Internazionali d'Italia 1934, quinta edizione del torneo, ha avuto come vincitrice la statunitense Helen Jacobs che ha battuto in finale l'italiana Lucia Valerio con il punteggio di 6–3, 6–0.

## Tabellone

### Legenda
| - Q = Qualificato - WC = Wild card - LL = Lucky loser | - ALT = Alternate - SE = Special Exempt - PR = Protected Ranking | - w/o = Walkover - r = Ritirato - d = Squalificato |

### Fase finale
|  | Quarti di finale        | Quarti di finale        | Quarti di finale        | Quarti di finale | Quarti di finale |  |  | Semifinali     | Semifinali     | Semifinali     | Semifinali    | Semifinali    |   |   | Finale       | Finale       | Finale       | Finale | Finale |  |
|  |                         |                         |                         |                  |                  |  |  |                |                |                |               |               |   |   |              |              |              |        |        |  |
|  | Helen Jacobs            | Helen Jacobs            | Helen Jacobs            | 6                | 6                |  |  |                |                |                |               |               |   |   |              |              |              |        |        |  |
|  | Anna Luzzati            | Anna Luzzati            | Anna Luzzati            | 2                | 1                |  |  | Helen Jacobs   | Helen Jacobs   | 6              | 4             | 6             |   |   |              |              |              |        |        |  |
|  | Ida Adamoff             | Ida Adamoff             | Ida Adamoff             | 6                | 6                |  |  | Ida Adamoff    | Ida Adamoff    | 1              | 6             | 1             |   |   |              |              |              |        |        |  |
|  | Madzy Rollin-Couquerque | Madzy Rollin-Couquerque | Madzy Rollin-Couquerque | 3                | 2                |  |  |                |                |                |               |               |   |   | Helen Jacobs | Helen Jacobs | Helen Jacobs | 6      | 6      |  |
|  | Lucia Valerio           | Lucia Valerio           | Lucia Valerio           | 6                | 6                |  |  |                |                | Lucia Valerio  | Lucia Valerio | Lucia Valerio | 3 | 0 |              |              |              |        |        |  |
|  | Edith Belliard          | Edith Belliard          | Edith Belliard          | 1                | 2                |  |  | Lucia Valerio  | Lucia Valerio  | Lucia Valerio  | 6             | 6             |   |   |              |              |              |        |        |  |
|  | Dorothy Andrus          | Dorothy Andrus          | 4                       | 7                | 6                |  |  | Dorothy Andrus | Dorothy Andrus | Dorothy Andrus | 1             | 3             |   |   |              |              |              |        |        |  |
|  | Elizabeth Ryan          | Elizabeth Ryan          | 6                       | 5                | 2                |  |  |                |                |                |               |               |   |   |              |              |              |        |        |  |